# باول فيشر (رسام)
باول فيشر (بالألمانية: Johann Georg Paul Fischer)‏ هو رسام ألماني، ولد في 16 سبتمبر 1786 في هانوفر في ألمانيا، وتوفي في 12 ديسمبر 1875 في لندن في المملكة المتحدة.